# Чума пітонів
«Чума пітонів» (англ. A Plague of Pythons) — науково-фантастичний роман американського письменника Фредерика Пола. Вперше надрукований у жовтні та грудні 1962 року на сторінках журналу «Гелексі сайнс фікшн». Окремою книгою вийшов 1965 року, а в 1984 році світ побачила оновлена версія роману під назвою «Демон у черепі». Назва походить від латинських слів Domina Pythonis, використаних як частина ритуалу екзорцизму, виконаного в першому розділі, щоб відлякати «демонів», які, здається, оволодвають людьми у романі.

## Сюжет
Події роману розпочинаються у світі боротьби за існування після чуми божевілля, яка спорадично вразила людей. Приблизно за два роки до цього кожен уряд у світі був атакований власною військовою технікою, яка потім самознищилася. Весь цивільний повітряний транспорт був так само знищений, разом з такими великими містами, як Сан-Франциско. Після первинної кризи люди почали проявляти «одержимість». Вони могли вчиняти насильницькі злочини, але згодом стверджували, що не мали контролю над своїми діями. Це призводить до забобонів щодо одержимості демонами, а також до нового правового захисту.
Чендлер — інженер-електронік, якого судять за зґвалтування та вбивство. Він стверджує, що був одержимий під час скоєння злочину, але йому ніхто не вірить, тому що це сталося на фармацевтичному заводі. Вважається, що місця поряд з лікарнями та іншими життєво важливими об'єктами інфраструктури, мають певний імунітет до чуми. Врятований очевидним епізодом оволодіння присяжними під час судового розгляду, натомість вигнаний зі своєї громади з англійською буквою «H» від слова «Брехун» (англ. Hoaxer) витавруваною на чолі.
Чендлер зустрічає культ, який за допомогою болю відвертає володіння. Культ вважає, що «духи полум'я» не можуть опиратись болю, але молода жінка повідомляє, що вона впевнена, що власники — це інші люди, і що один з них — чоловік, якому вона відмовила. Незабаром після цього весь культ знищується, і Чендлер, перебуваючи у стані майже постійного оволодіння, змушений доставити на Гаваї їх священний текст, копію «Пророка» Халіля Джибрана. По дорозі він зустрічає людей, які, хоча і не завжди одержимі, роблять те, що їм кажуть «керівники», побоюючись наслідків непокори.
На Гаваях Чендлер дізнається, що власники справді люди. Вони носять срібні корони, які дають їм силу для використання нової технології. Грунтуючись на тому, що роман називає «субміліметрові мікрохвилі» (нині відоме як «терагерцове випромінювання»), ця технологія дозволяє людям, що носять корони, знаходити і захоплювати тіла будь-кого на Землі.
Технологія була розроблена в одній із шарашок СРСР під час періоду неосталінізму,
і почала виготовлятись на англ. Donbas Electrical Workshop, вочевидь, підневільними українськими, польськими та чеськими робітниками, де і вийшла з під контролю. Робітники в першу чергу звели рахунки із своїми тюремниками. Гаваї були вибрані як комфортне місце, де тисяча керівників могла б забезпечити повну ізоляцію від 2-мільярдного населення Землі.
Окрім садиських розваг, нові «боги» «керують» світовою економікою: таємно імпортують продукцію необхідних їм підприємств, та влаштовують швидкий геноцид в Азії, задля уникнення смертей від голоду.
Чендлер потрапляє під вплив Розалі Пен, колишньої зірки Бродвею, яку викрав її колишній коханий, і зрештою дозволив їй стати однією з керівників. Вона намагається спокусити його приєднатися до неї, даючи йому спробувати відчуття оволодіння.
Водночас керівники будують новий передавач на острові Кауаї. Хоча вони можуть керувати ким завгодно на Землі, їх фізичні тіла повинні залишатися поблизу масивного передавача. З новим обладнанням вони зможуть залишити Гаваї і блукати за власним бажанням. Потрібен досвід Чандлера, і Розалі пропонує обрати його до «керівників». Для цього йому потрібно отримати дві третини голосів фракцій. Якщо ні, то як тільки робота буде виконана, він буде усунений. Зі свого боку, Чендлер починає користуватися перевагами свого становища і стає помічником-добровольцем у проекті.
Сюжет загострюється, коли коханець Розалі намагається помститися Чендлеру, але помирає від серцевого нападу через поважний вік та багаторічний малорухомий спосіб життя перебуваючи в тілах інших людей. Чандлер отримує його корону, а також іншу, налаштовану на нове обладнання, єдину з існуючих. Він вимикає старе обладнання та використовує нову корону, щоб знищити інших виконавців, окрім Розалі. Він змушує їх покінчити життя самогубством один за одним, допоки Чендлер не залишається єдиним на Землі володарем таємниці. Він думає, що зрештою перестане його використовувати, але вирішує залишити корону, поки що…

## Відгуки
Рецензент SF Impulse Том Бордман-молодший охарактеризував роман як «хороший, але не найкращий серед найкращих [романів] Пола».